# Симонов Рубен Миколайович
Рубе́н Микола́йович Си́монов, справжнє прізвище Симоня́нц (вірм. Ռուբեն Նիկողայոսի Սիմոնյանց; 1 квітня 1899 — 5 грудня 1968) — радянський актор, сценарист, режисер театру і кіно. Народний артист СРСР (1946).

## Життєпис
Народився у місті Москва, у вірменській родині власника крамниці з продажу килимів.
У 1918 році вступив на юридичний факультет Московського університету, проте, закінчивши перший курс, у 1919 році вступив до драматичної студії імені Ф. І. Шаляпіна. У 1920 році, випадково побачивши оголошення про набір Є. Б. Вахтанговим до театральної Мансуровської студії, вступив до неї, ставши учнем Вахтангова. Спочатку служив як актор, а з 1924 року став також режисером студії. У 1926 році студія була перетворена у Театр імені Вахтангова, в якому він продовжив свою режисерську діяльність. Одночасно, протягом 1928—1937 років, очолював театр-студію.
З 1939 року і до кінця життя обіймав посаду головного режисера Державного академічного театру імені Є. Вахтангова. Здійснив декілька постановок оперних вистав у Большому театрі СРСР. Одночасно викладав у театральному училищі імені Б. В. Щукіна, з 1946 — професор.

## Нагороди і почесні звання
- три ордени Леніна (1939, 1946, 1967);
- два ордени Трудового Червоного Прапора (1946, 1959);
- медалі;
- народний артист СРСР (1946);
- народний артист РРФСР (1937);
- заслужений артист РРФСР (1933);
- лауреат Ленінської премії (1967, за постановки п'єс класичної і сучасної драматургії у МАДТ імені Є. Б. Вахтангова);
- лауреат Сталінської премії 1-го ступеня (1943, за виконання головних ролей у спектаклях «Олеко Дундич» О. Г. Ржешевського і М. А. Каца та «Сірано де Бержерак» Е. Ростана);
- лауреат Сталінської премії 1-го ступеня (1947, за виконання ролі Осман-паші у фільмі «Адмірал Нахімов»);
- лауреат Сталінської премії 2-го ступеня (1950, за постановку вистави «Змова приречених» М. Є. Вірти).

## Фільмографія

### Акторські роботи
- 1934 — Весняні дні — Старосельцев, бригадир;
- 1946 — Адмірал Нахімов — Осман-паша;
- 1949 — Падіння Берліну — Анастас Іванович Мікоян;
- 1950 — Другий караван — головна роль (не був завершений);
- 1955 — Овід — Карді.

### Режисерські роботи
- 1934 — Весняні дні.
- 1962 — Інтерв'ю у весни (фільм-вистава).

### Сценарії
- 1934 — Весняні дні.

## Родина
Рубен Миколайович Симонов був одружений двічі:
- Перша дружина — актриса Берсенєва Олена Михайлівна.
  - син — Симонов Євген Рубенович (1925—1994), драматург, театральний режисер і педагог
    - онук — Симонов Рубен Євгенович (нар. 1953), театральний актор і режисер;
    - онучка — Симонова-Партан Ольга Євгенівна (нар. 1960), акторка, професор російської літератури і культури.
- Друга дружина — Джимбінова Світлана Борисівна (нар. 1940), театральний режисер і театрознавець.